# 西大邱園
西大邱園，是臺灣臺南市南化區的一個傳統地域名稱，位於該區中部偏東南。相較於今日行政區，其範圍大致為玉山里東部。

## 歷史
台灣日治初期，西大邱園地區與東鄰東大邱園地區共同組成一個（舊制）街庄，稱為「大邱園庄」，隸屬於楠梓仙溪東里。該庄北及東北與阿里關庄後堀溪流域部分、阿里關庄楠梓仙溪流域部分為鄰，東南與荖濃庄為鄰，南邊為十張犁庄，西邊為茄苳湖庄、竹頭崎庄。
1901年（日治明治三十四年）11月，全台設置二十廳，該庄隸屬於蕃薯藔廳。1903年（明治三十六年）6月，該庄編入「阿里關區」，隸屬於蕃薯藔廳。1909年（明治四十二年）10月，合併二十廳為十二廳，阿里關區改稱「甲仙埔區」，並改隸屬於阿緱廳。1920年（大正九年），廢十二廳改設五州二廳，該庄以後堀溪、楠梓仙溪分水嶺為界一分為二，位於分水嶺西側的本地區改制並改名為「西大邱園」大字，隸屬於臺南州新化郡南化庄（新制街庄），位於分水嶺東側的地區則改制並改名為「東大邱園」大字，隸屬於高雄州旗山郡甲仙庄（新制街庄）。
戰後南化庄改制為南化鄉，隸屬於臺南縣，大字亦改制為村。1950年雲、嘉、南分治，南化鄉仍隸屬於臺南縣。2010年12月25日，因臺南縣市合併為直轄市臺南市，南化鄉改制為南化區，村亦改制為里。

## 聚落
本地區發展較早的聚落為平林（已消失），在日治期初期的官方地圖上已有記載。

## 交通
省道台20線的部分路段稱為「南部橫貫公路」，是臺南市臺南市區至臺東縣關山鎮德高的幹道（目前並未全線通車），經過本地區南端。由該道路西行可前往臺南市玉井區、左鎮區、山上區南端、新化區等地；東行可前往高雄市甲仙區、六龜區北部、桃源區，並止於梅山口；隨後路段「有條件通車」至中斷點天池。
區道南179線是關山路口至木瓜坑的道路，續北行可銜接嘉義縣鄉道嘉149線。